# Гавлувек (Малопольське воєводство)
Гавлувек (пол. Gawłówek) — село в Польщі, у гміні Дрвіня Бохенського повіту Малопольського воєводства. Населення — 456 осіб (2011).
У 1975-1998 роках село належало до Краківського воєводства.

## Демографія
Демографічна структура станом на 31 березня 2011 року:
|          | Загалом | Допрацездатний вік | Працездатний вік | Постпрацездатний вік |
| -------- | ------- | ------------------ | ---------------- | -------------------- |
| Чоловіки | 227     | 50                 | 147              | 30                   |
| Жінки    | 229     | 47                 | 133              | 49                   |
| Разом    | 456     | 97                 | 280              | 79                   |